# Марини, Жилль
Жиль Марини (фр. Gilles Marini; 26 января 1976 года, Грас, Франция) — американский актёр и модель французского происхождения. Известность ему принесли роли Данте в фильме Секс в большом городе и Люка Лорена в американском сериале Братья и сёстры.

## Биография
Жиль Марини родился 26 января 1976 года в городе Грас во Франции у матери-гречанки и отца-итальянца. Он работал пекарем в булочной своего отца с 8 лет и вплоть до окончания школы — затем вступил во французские войска и был пожарным в Brigade des Sapeurs Pompiers de Paris — одной из самых известных бригад Парижа. 
В Париже Жиль встретил фотографа Фреда Гудона, познакомившего Жиля с модельным бизнесом. По истечении срока службы в армии, Жиль переехал в США, где выучил английский язык и начал работать моделью.

## Карьера
Актёр прославился исполнением роли Данте — сексуально раскрепощённого соседа Саманты Джонс в фильме Секс в большом городе. Жиль несколько раз появляется на экране полностью обнажённым. Кроме того, снялся в гостевых ролях во многих популярных телесериалах: Мыслить как преступник, Грязные мокрые деньги, Дурнушка, Внезапная удача, Части тела, а также Дерзкие и красивые и Страстях. Также Жиль участвовал в съёмках шоу Танцы со звёздами, где его партнёршей стала победительница 2 и 3 сезонов Шерил Бёрк.
Актёр появился в сериале Братья и сёстры канала ABC в роли Люка Лорена — его роль была небольшой, первоначально он должен был появиться лишь в 5 эпизодах в качестве любовного интереса героини Рейчел Гриффитс, но затем персонаж стал одним из основных героев шоу.
Жиль снялся в фильмах L’Une Et L’Autre и The Boys & Girls Guide to Getting Down.

## Личная жизнь
С 1998 года женат на женщине по имени Кароль. От брака двое детей, сын Георг и дочь Джулиана.

## Фильмография
- 2011: Их перепутали в роддоме / Switched at Birth — Анжело Сорренто
- 2011: Две девицы на мели/ 2 Broke Girls — Николя
- 2009—2011: Братья и сёстры / Brothers & Sisters — Люк Лорен (35 эпизодов)
- 2011: Доктор дорогих домов / Royal Pains — Нико (1 эпизод)
- 2011: Касл / Castle — Тобиас Стрэндж (1 эпизод)
- 2009: Части тела / Nip/Tuck — Реналдо Панеттьери (2 эпизода)
- 2008: Секс в большом городе / Sex & Tye City: The Movie — Данте
- 2008: Западный Голливуд / West Hollywood La Serie — Себастьян
- 2007: Грязные мокрые деньги / Dirty Sexy Money — Итальянский дизайнер (1 эпизод)
- 2005—2007: Дерзкие и красивые / The Bold and the Beautiful — Жан Клод / Официант-француз (2 эпизода)
- 2007: Вставай / Stand Up — Фотограф
- 2006: Дурнушка / Ugly Betty — Жан-Люк (1 эпизод)
- 2006: Гид по жизни для мальчиков и девочек / The Boys & Girls Guide to Getting Down — Привлекательный мужчина в клубе
- 2006: Внезапная удача / Windfall — Француз (1 эпизод)
- 2006: Мыслить как преступник / Criminal Minds — Курт (1 эпизод)
- 2006: Страсти / Passions — Итальянец-велосипедист (1 эпизод)
- 2005: Сдаться / Screech Of The Decapitated — Генри
- 2014—2015: Коварные горничные / Devious Maids — Себастьян
- 2016: Волчонок/Teen Wolf — Себастьян Валет
- 2016: Сорвиголова (телесериал) / Daredevil — Jacque Duchamps (1 эпизод)
- 2016: Кости/Bones — Маркиз де Шассен
- 2020: В ожидании Ани / Waiting for Anya — отец Джо